# Prosena
Prosena (bułg. Просена) – wieś w Bułgarii, w obwodzie Ruse, w gminie Ruse. Według danych szacunkowych Ujednoliconego Systemu Ewidencji Ludności oraz Usług Administracyjnych dla Ludności, 15 grudnia 2018 roku miejscowość liczyła 572 mieszkańców.